# Новикова, Елизавета Владимировна
Елизавета Владимировна «Лиза» Новикова (Шарыгина; род. 30 августа 1973, Москва) — российский журналист, литературный критик, обозреватель, филолог и литературовед. Кандидат филологических наук. Член жюри Национальной премии «Большая книга».

## Биография
Дочь В. И. Новикова и О. И. Новиковой.
Выпускница филологического факультета МГУ, также окончила аспирантуру, кандидатская диссертация — «Поэтика русской эпиграммы пушкинской эпохи». Выступает в печати как критик с 1993 г. (первая публикация была в журнале «Огонёк»). С 2000 по 2010 г. литературный обозреватель газеты «Коммерсантъ», с 2011 по 2013 г. — газеты «Известия»; член редколлегии журнала «Лехаим».
Старший преподаватель Факультета журналистики МГУ имени М. В. Ломоносова. Входит в Литературную академию — жюри Национальной литературной премии.
Печаталась в журналах «Знамя», «Звезда», «Дружба народов», «Europe» (Франция) и др.
Есть дети.
Соавтор книги: «Семейный дневник» М.: Зебра Е, АСТ, 2009. — 288 с. — Серия «Библиотека модной жизни». (Совместно с Ольгой Новиковой и Владимиром Новиковым.).